# Undersåkers lappförsamling
Undersåkers lappförsamling var en lappförsamling, en icke-territoriell församling, i Härnösands stift och i Åre kommun i Jämtlands län i Jämtland. Församlingen upplöstes den 1 januari 1942, enligt beslut den 30 december 1941.

## Administrativ historik
Församlingen bildades omkring 1758 genom en utbrytning ur Föllinge lappförsamling. 1768 utbröts Hede lappförsamling. Församlingen var till 1 maj 1925 knuten till komministraturen i Kalls församling och från 1 maj 1925 till Undersåkers pastorat.

## Befolkningsutvecklingen
| Befolkningsutvecklingen i Undersåkers lappförsamling 1870–1940 | Befolkningsutvecklingen i Undersåkers lappförsamling 1870–1940 | Befolkningsutvecklingen i Undersåkers lappförsamling 1870–1940 | Befolkningsutvecklingen i Undersåkers lappförsamling 1870–1940 | Befolkningsutvecklingen i Undersåkers lappförsamling 1870–1940 |
| --- | -------------------------------------------------------------- | -------------------------------------------------------------- | -------------------------------------------------------------- | -------------------------------------------------------------- |
| |                                                                |                                                                |                                                                |                                                                |
| År |                                                                |                                                                | Folkmängd                                                      |                                                                |
| 1870 | 1870                                                           |                                                                | 195                                                            |                                                                |
| 1875 | 1875                                                           |                                                                | 207                                                            |                                                                |
| 1880 | 1880                                                           |                                                                | 218                                                            |                                                                |
| 1885 | 1885                                                           |                                                                | 233                                                            |                                                                |
| 1890 | 1890                                                           |                                                                | 248                                                            |                                                                |
| 1895 | 1895                                                           |                                                                | 251                                                            |                                                                |
| 1900 | 1900                                                           |                                                                | 260                                                            |                                                                |
| 1905 | 1905                                                           |                                                                | 243                                                            |                                                                |
| 1910 | 1910                                                           |                                                                | 253                                                            |                                                                |
| 1915 | 1915                                                           |                                                                | 259                                                            |                                                                |
| 1920 | 1920                                                           |                                                                | 260                                                            |                                                                |
| 1925 | 1925                                                           |                                                                | 262                                                            |                                                                |
| 1930 | 1930                                                           |                                                                | 217                                                            |                                                                |
| 1935 | 1935                                                           |                                                                | 214                                                            |                                                                |
| 1940 | 1940                                                           |                                                                | 210                                                            |                                                                |
| Anm: Källor: SCB - Befolkning 1851-1910 (BiSOS A), Folkräkningen 1910-1960, Demografiska databasen, CEDAR, Umeå universitet - Summariska folkmängdsdatabasen, Riksarkivet - Summariska folkmängdsredogörelser. |                                                                |                                                                |                                                                |                                                                |